# Rudolf de Marchant et d'Ansembourg
Rudolf Leonardus Hubertus Josephus Maria graaf de Marchant et d'Ansembourg, heer van Neubourg (Amstenrade, 28 maart 1884 – Brussel, 10 februari 1952) was een Nederlands rooms-katholiek aristocraat en politicus.

## Politieke functies
De Marchant et d'Ansembourg had namens de RKSP zitting in de gemeenteraad van Gulpen en de Provinciale Staten van Limburg.

## Erefuncties
De Marchant was sinds 1925 kamerheer in bijzondere dienst van koningin Wilhelmina en koningin Juliana. Hij was geheim kamerheer met Kap en Degen van de paus.